# Дибург
Дибург (њем. Dieburg) град је у њемачкој савезној држави Хесен. Једно је од 23 општинска средишта округа Дармштат-Дибург. Према процјени из 2010. у граду је живјело 15.179 становника. Посједује регионалну шифру (AGS) 6432004.

## Географски и демографски подаци
Дибург се налази у савезној држави Хесен у округу Дармштат-Дибург. Град се налази око 15 km источно од Дармштата, на надморској висини од 144 метра. Површина општине износи 23,1 km². У самом граду је, према процјени из 2010. године, живјело 15.179 становника. Просјечна густина становништва износи 658 становника/km².
Дибург је до 1977. био центар бившег истоименог округа.

## Међународна сарадња
| Мјесто         | Држава    | Врста сарадње | Од    |
| -------------- | --------- | ------------- | ----- |
| Млада Болеслав | Чешка     | контакт       | 1997. |
| Уберженвиј     | Француска | партнерство   | 1975. |
| Извор          |           |               |       |